# リトアニア体育大学
リトアニア体育大学（リトアニア語: Lietuvos sporto universitetas、略称: LSU）は、リトアニアの高等教育機関。リトアニアで唯一の体育を専門とする国立の高等教育機関である。法的には大学として認可されている。設立以来カウナスに本部を置いている。
1934年に体育高等教育課程（リトアニア語: Aukštieji kūno kultūros kursai）として設立された。1938年、ヴィータウタス・マグヌス大学に体育学部が設置されたため、体育高等教育課程は閉鎖された。その後第二次世界大戦を経て、1945年にリトアニア国立体育大学（リトアニア語: Lietuvos valstybinis kūno kultūros institutas）が設立された。1999年にリトアニア体育アカデミー（リトアニア語: Lietuvos kūno kultūros akademija、略称: LKKA）に名称変更された後、2012年にリトアニア体育大学に名称変更された。

## 主な卒業生
- ウィルギリウス・アレクナ - 円盤投げのオリンピック金メダリスト
- ヴァルデマラス・ホミチュース - バスケットボールのオリンピック金メダリスト
- リマス・クルティナイティス - バスケットボールのオリンピック金メダリスト
- モデスタス・パウラウスカス - バスケットボールのオリンピック金メダリスト
- アルギルダス・ショツィカス - ボクシングのヨーロッパ・チャンピオン